# Nasir Ahmad (Hockeyspieler)
Nasir Ahmad (* 15. Mai 1932 in Rawalpindi; † 20. März 1993 in Rawalpindi) war ein pakistanischer Hockeyspieler und Olympiasieger von 1960.
Der Stürmer trat bei den Olympischen Spielen 1956 in Melbourne erstmals bei Olympischen Spielen an. Mit der pakistanischen Nationalmannschaft gewann er die Silbermedaille, nachdem die Mannschaft im Finale gegen Indien mit 0:1 verlor. Die Silbermedaille war der erste Medaillengewinn für Pakistan bei Olympischen Spielen.
Vier Jahre später bei den Olympischen Spielen 1960 in Rom erreichte Nasir Ahmad erneut mit Pakistan das Finale. Diesmal gewann die pakistanische Mannschaft mit 1:0, wobei Nasir Ahmad in der 12. Minute den einzigen Treffer im Finale erzielte. Nach sechs Olympiasiegen war dies die erste Niederlage für die Inder, für Pakistan war es die erste olympische Goldmedaille.